# Lasberg
Lasberg is een gemeente in de Oostenrijkse deelstaat Opper-Oostenrijk, gelegen in het district Freistadt (FR). De gemeente heeft ongeveer 4300 inwoners.

## Geografie
Lasberg heeft een oppervlakte van 44 km². Het ligt in het noorden van het land, ten noordoosten van de stad Linz.

## Politiek
De gemeenteraad bestaat uit 25 leden. Burgemeester is Josef Brandstätter (ÖVP).
Bad Zell · Freistadt · Grünbach · Gutau · Hagenberg im Mühlkreis · Hirschbach im Mühlkreis · Kaltenberg · Kefermarkt · Königswiesen · Lasberg · Leopoldschlag · Liebenau · Neumarkt im Mühlkreis · Pierbach · Pregarten · Rainbach im Mühlkreis · Sandl · Schönau im Mühlkreis · Sankt Leonhard bei Freistadt · Sankt Oswald bei Freistadt · Tragwein · Unterweißenbach · Unterweitersdorf · Waldburg · Wartberg ob der Aist · Weitersfelden · Windhaag bei Freistadt
- Gemeinsame Normdatei: 4259732-8
- Virtual International Authority File: 239553894
- WorldCat: E39PBJmTmTYBGGMfTHwfjJHBfq